# 落羽杉亚科
落羽杉亚科（学名：Taxodioideae），为松柏目柏科下的一个亚科，其下共有3属7种，分布于北美、墨西哥、中国及日本。